# Alphonse Varney
Pour les articles homonymes, voir Varney (homonymie).
Pierre Joseph Alphonse Varney, né le 1er décembre 1811 à Paris et mort le 7 février 1879 dans le 5e arrondissement, est un compositeur et chef d’orchestre français.
Il est le père du compositeur Louis Varney (1844-1908).

## Biographie
Varney a étudié au Conservatoire de Paris, y compris le contrepoint avec Antoine Reicha. En 1835, il dirige le Théâtre de Gand suivi par le Théâtre Historique et le Théâtre Lyrique qu’il quitte en 1852 pour consacrer plus de temps à la composition et à la direction d'orchestre à Gand.
De retour à Paris, il dirige le théâtre des Bouffes-Parisiens à partir de 1857. De 1862 à 1864, il est met en scène des œuvres d’Offenbach. Il devient ensuite le chef d'orchestre du Grand-Théâtre de Bordeaux de 1865 à 1878, et enfin celui de la Société Sainte-Cécile également à Bordeaux.
Il a aussi été invité à diriger la « Saison d’opéra français » à la Nouvelle-Orléans en 1844 où naîtra son fils Louis.

## Compositions
Varney a composé le Chant des Girondins, hymne national français sous la Seconde République, écrit pour la pièce Le Chevalier de Maison-Rouge d’Alexandre Dumas.
Il a également composé la musique d’un drame-lyrique d’Alexandre Dumas fils en 1848, intitulé Atala. Son opéra comique la Ferme de Kilmoor (représentée pour la première le 27 octobre 1852 au Théâtre-Lyrique) a été éreinté par les critiques. D’autres œuvres scéniques de Varney comprennent le Moulin joli (1849), l’Opéra au camp (1854), la Polka des sabots (1859) et Une leçon d’amour (1868).
Il prend sa retraite en 1878 et meurt un an plus tard à son domicile du boulevard Saint-Germain. Il est enterré au cimetière de Montmartre.